# Pièce britannique décimale de cinq pence
La pièce de 5 pence est une pièce de monnaie en circulation au Royaume-Uni. Elle vaut cinq centièmes de livre sterling (0,05 £). Elle remplace l'ancienne pièce de 1 shilling dès 1968, en prévision de la décimalisation du système monétaire britannique survenue le 15 février 1971.

## Caractéristiques
La pièce mesure 18 mm de diamètre pour 1,7 mm d'épaisseur. Elle pèse 3,25 g. À l'origine en cupronickel, elle est frappée en acier plaqué nickel depuis septembre 1992 en raison de la hausse des prix du métal, qui rendait la valeur nominale des pièces inférieure à la valeur du métal dont elles étaient composées.

## Dessin et format

Le chardon couronné figure au revers des pièces de 5 pence jusqu'en 2008.

Depuis 1968, l'avers de la pièce représente le profil de la reine Élisabeth II, tourné vers la droite et entouré de l'inscription elizabeth ii d g reg f d, soit « Elizabeth II dei gratia regina fidei defensor » (« Élisabeth II, par la grâce de Dieu reine et défenseur de la foi »). Jusqu'en 1984, il s'agit du dessin d'Arnold Machin, sur lequel la reine porte la tiare « Girls of Great Britain and Ireland ». Il est remplacé en 1985 par un dessin de Raphael Maklouf sur lequel la reine porte le diadème d'État de Georges IV. Ce dessin est à son tour remplacé par celui de Ian Rank-Broadley (en) en 1998. La reine y porte de nouveau la tiare « Girls of Great Britain and Ireland ».
Le revers original, dessiné par Christopher Ironside, représente un chardon surmonté d'une couronne, symbolisant l'Écosse. Il est remplacé en 2008 par une partie des armoiries royales, suivant le modèle conçu par Matthew Dent. Il est nécessaire de réunir les six pièces de 1 penny à 50 pence pour former les armoiries complètes.
Attention, une plus petite version est frappée à partir de juin 1990, l'ancien format est démonétisé à partir du 31 décembre suivant et n'a donc plus aucune valeur.

Revers original sur une pièce de cinq pence émise en 1998.
Avers sur cette même pièce de cinq pence émise en 1998.